# Liste der Mitglieder des US-Repräsentantenhauses aus New Jersey

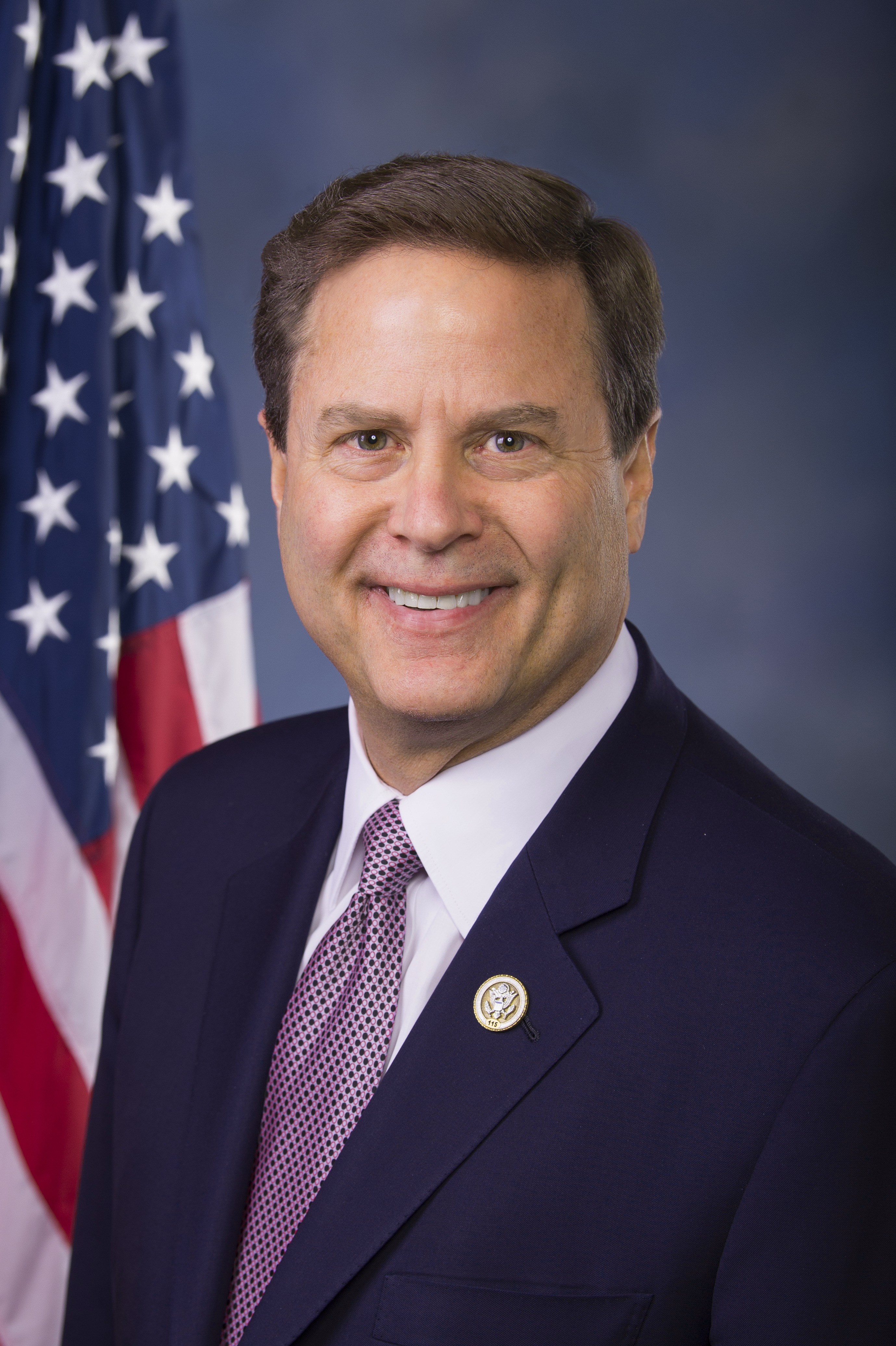
Donald Norcross, derzeitiger Vertreter des ersten Kongresswahlbezirks von New Jersey

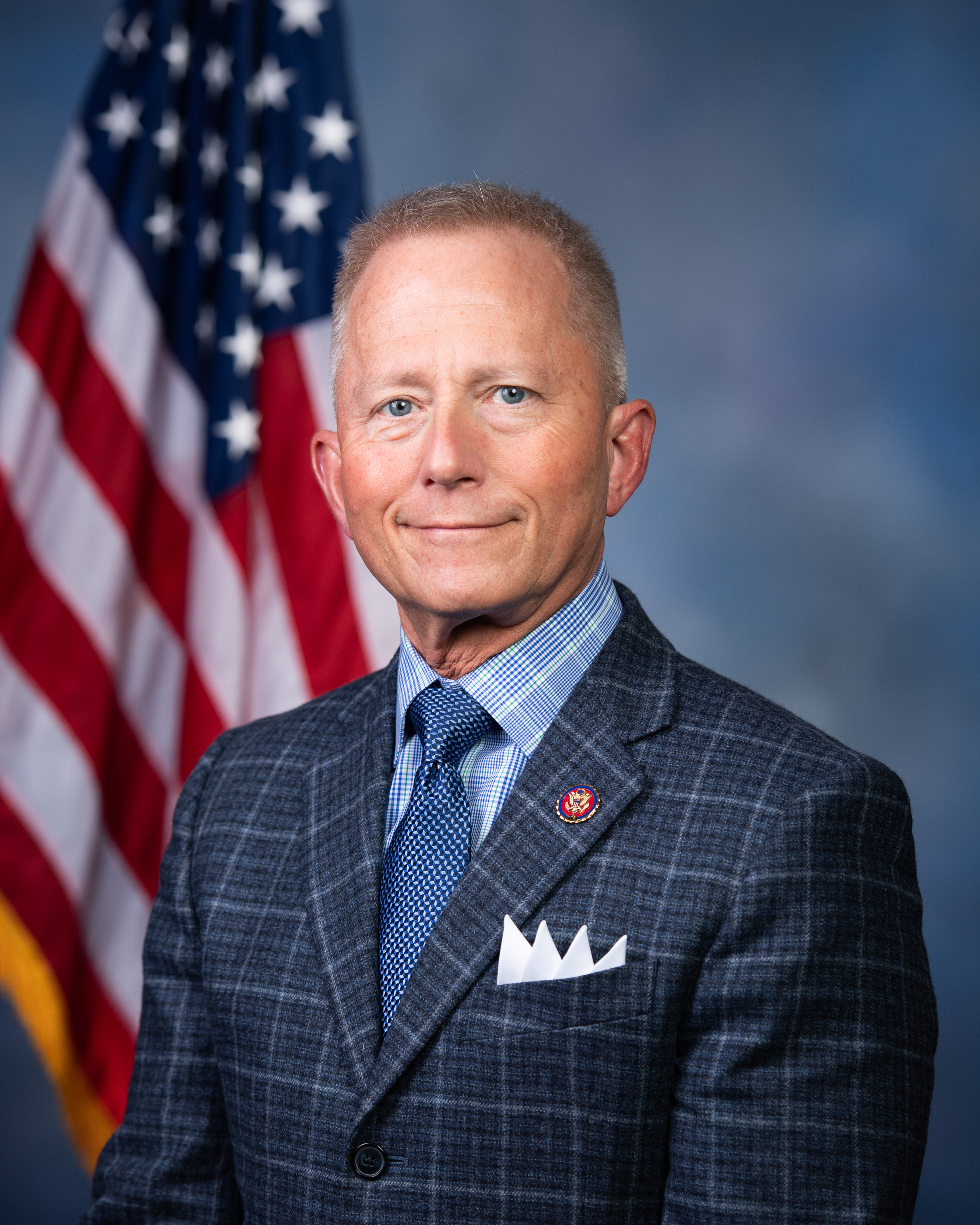
Jeff Van Drew, derzeitiger Vertreter des zweiten Kongresswahlbezirks von New Jersey

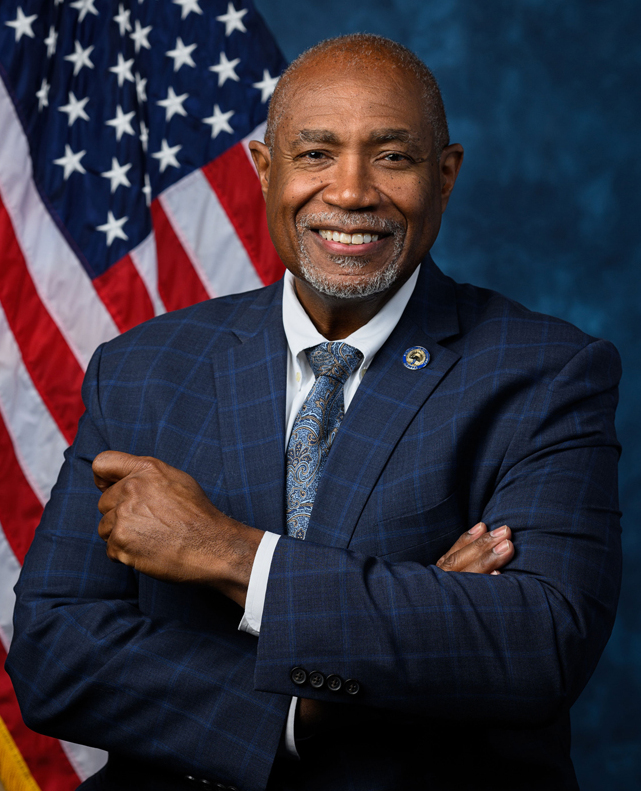
Herb Conaway, derzeitiger Vertreter des dritten Kongresswahlbezirks von New Jersey

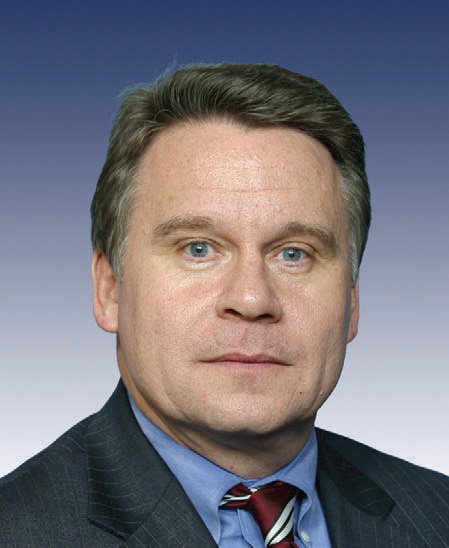
Chris Smith, derzeitiger Vertreter des vierten Kongresswahlbezirks von New Jersey

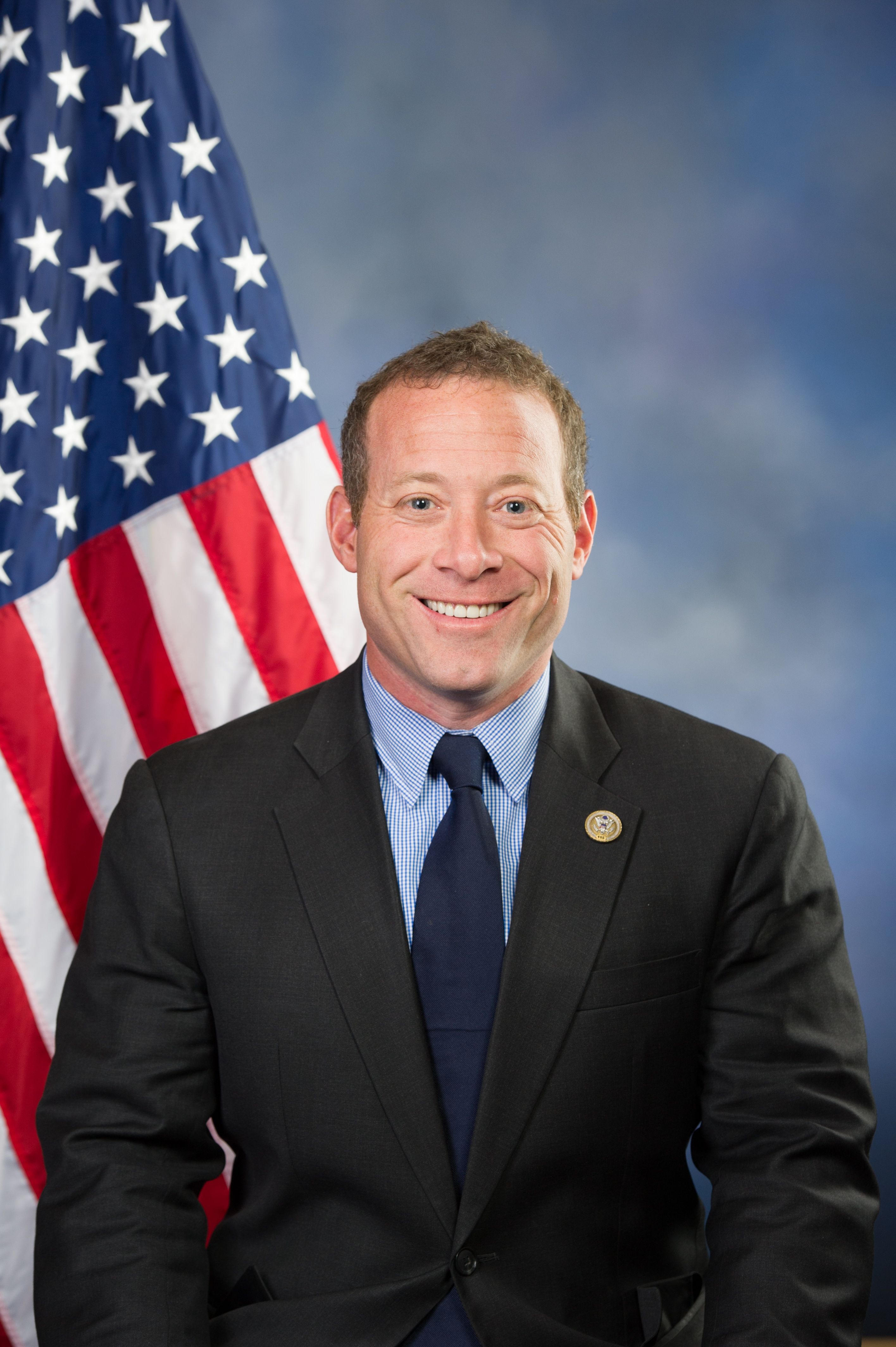
Josh Gottheimer, derzeitiger Vertreter des fünften Kongresswahlbezirks von New Jersey

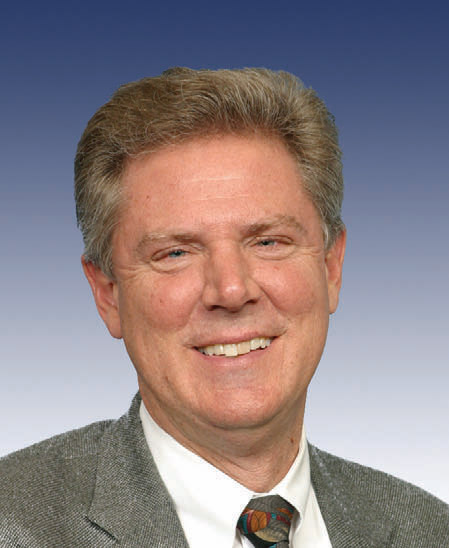
Frank Pallone, derzeitiger Vertreter des sechsten Kongresswahlbezirks von New Jersey

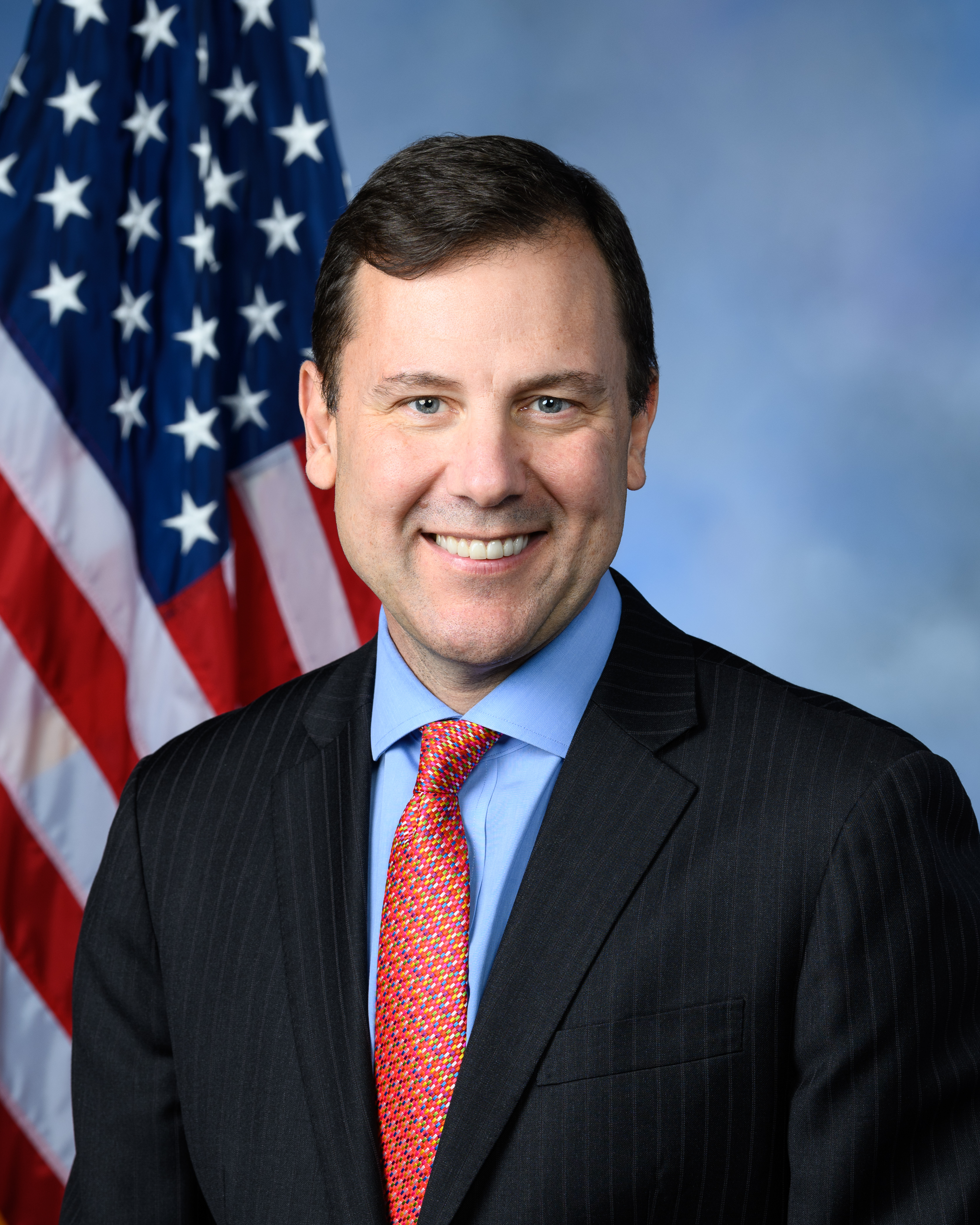
Thomas Kean Jr., derzeitiger Vertreter des siebten Kongresswahlbezirks von New Jersey

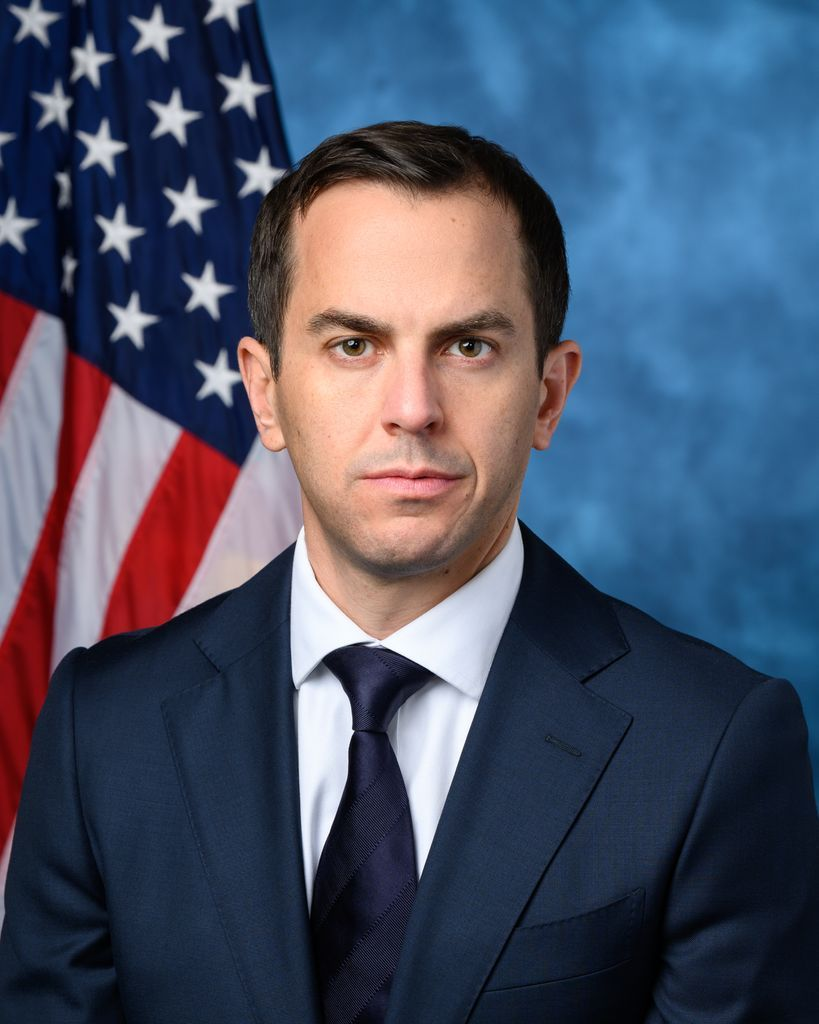
Rob Menendez Jr., derzeitiger Vertreter des achten Kongresswahlbezirks von New Jersey

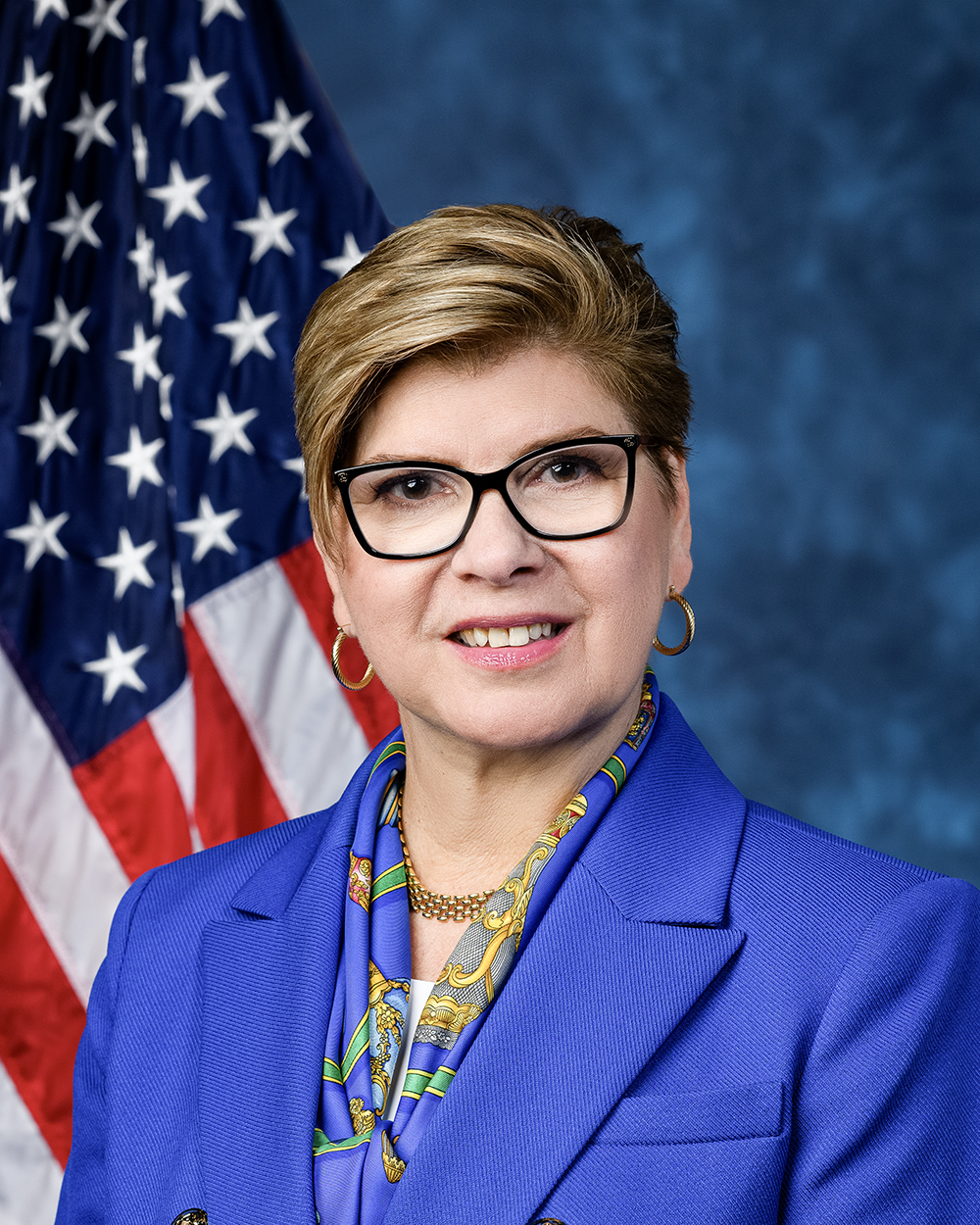
Nellie Pou, derzeitige Vertreterin des neunten Kongresswahlbezirks von New Jersey

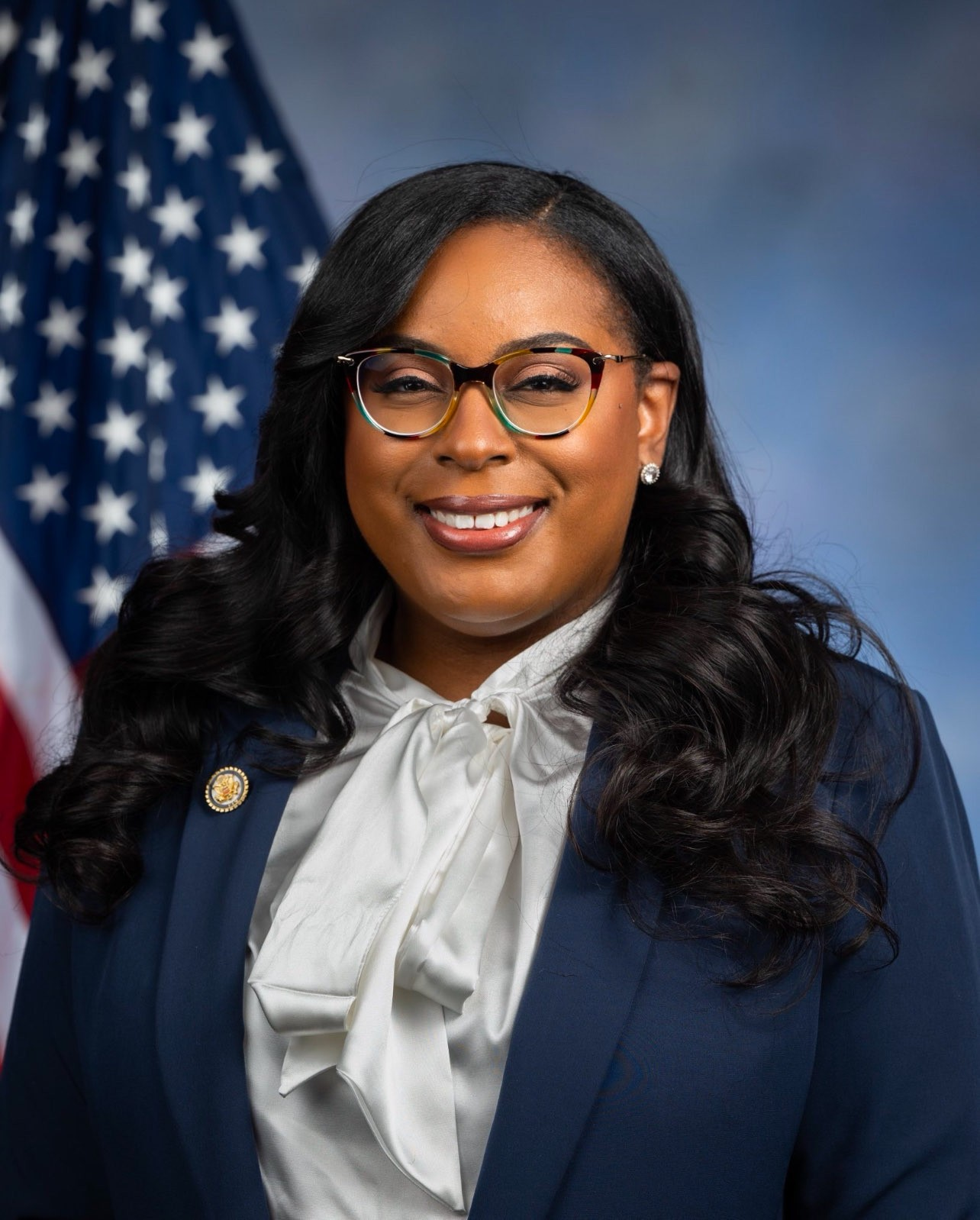
LaMonica McIver, derzeitige Vertreterin des zehnten Kongresswahlbezirks von New Jersey

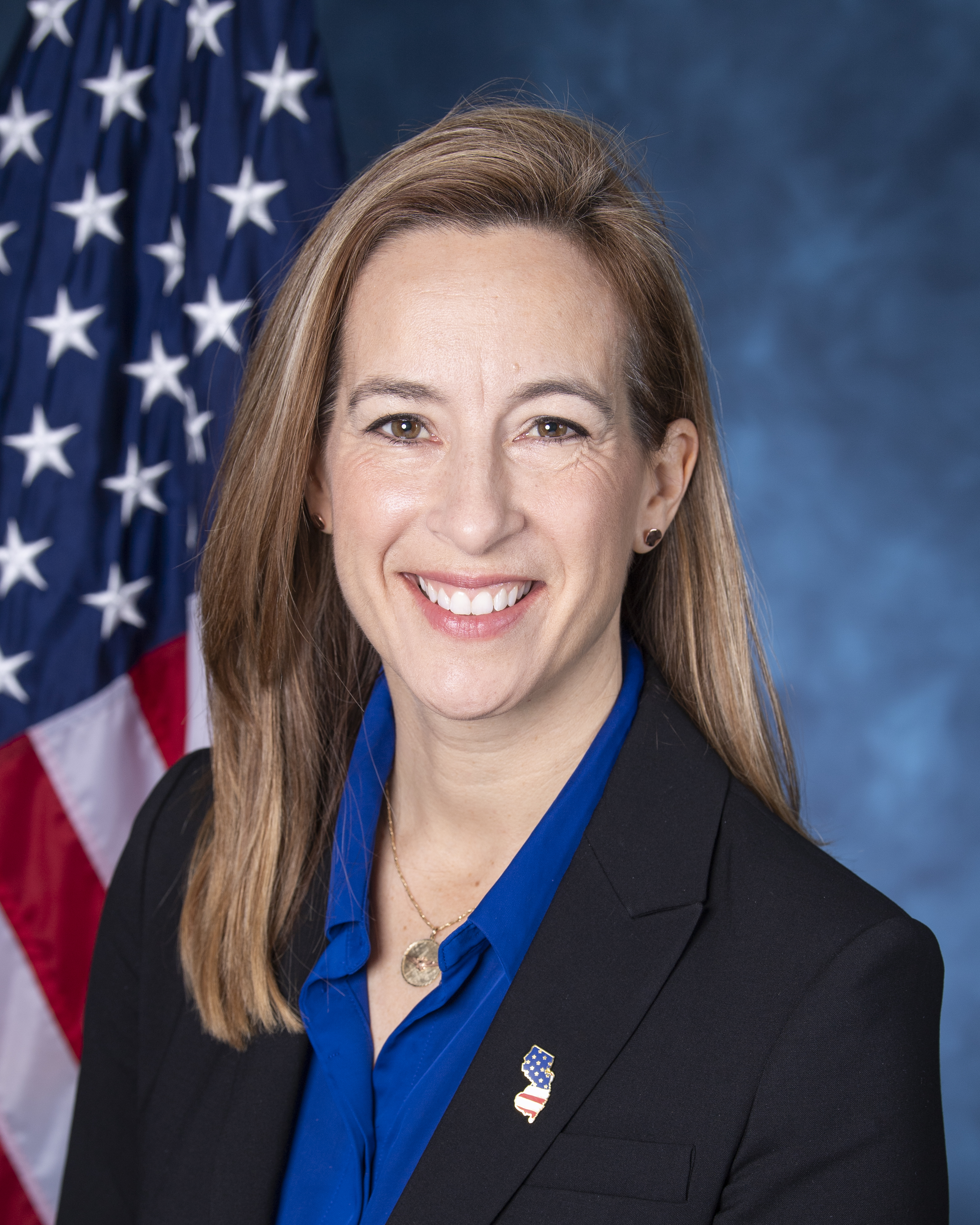
Mikie Sherrill, derzeitige Vertreterin des elften Kongresswahlbezirks von New Jersey

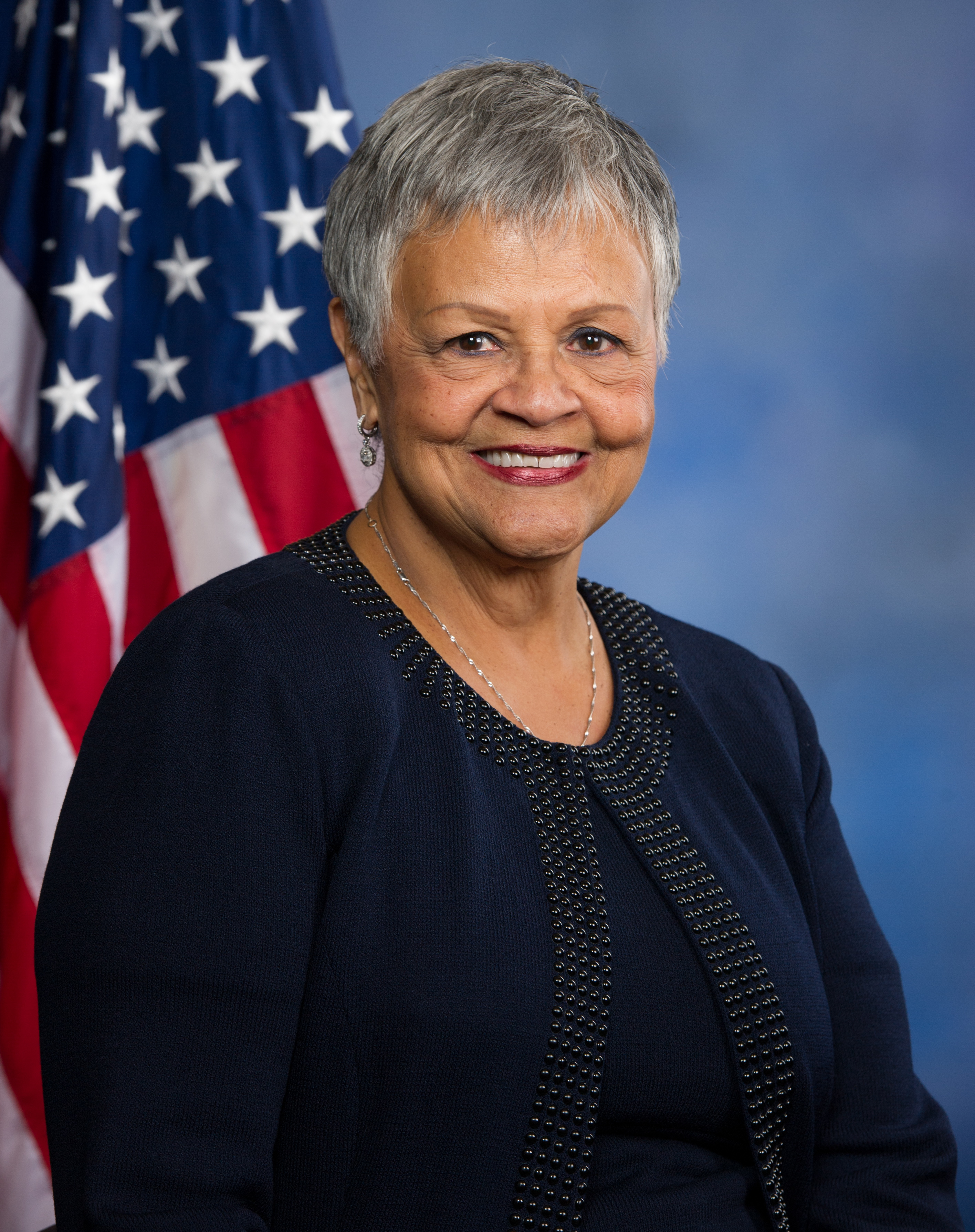
Bonnie Watson Coleman, derzeitige Vertreterin des zwölften Kongresswahlbezirks von New Jersey

Diese Liste führt alle Politiker auf, die seit 1789 für den Bundesstaat New Jersey dem Repräsentantenhaus der Vereinigten Staaten angehört haben. New Jersey war im ersten und zweiten Kongress jeweils mit vier Abgeordneten in der Parlamentskammer vertreten; diese Zahl stieg in den folgenden Jahrzehnten kontinuierlich an. 1963 wurde erstmals ein Abgeordneter für den 15. Wahlbezirk gewählt. Nach Anpassungen aufgrund der jeweiligen Volkszählungen sind derzeit noch zwölf Politiker aus New Jersey im Repräsentantenhaus in Washington, D.C. vertreten. Seit 1843 ist der Staat in Wahlbezirke aufgeteilt; zuvor wurde überwiegend staatsweit („at large“) gewählt. Ausnahmen waren lediglich die Wahlen der Jahre 1798, als erstmals Wahldistrikte gebildet wurden, und 1813, als kurzzeitig drei Bezirke existierten, in denen jeweils zwei Abgeordnete gewählt wurden.

## 1. Sitz (seit 1789)
| Name                              | Amtszeit                            | Partei                |
| --------------------------------- | ----------------------------------- | --------------------- |
| Elias Boudinot                    | 4. März 1789 – 3. März 1795         | parteilos             |
| Jonathan Dayton                   | 4. März 1795 – 3. März 1799         | Föderalist            |
| John Condit                       | 4. März 1799 – 3. März 1803         | Democratic Republican |
| Adam Boyd                         | 4. März 1803 – 3. März 1805         | Democratic Republican |
| Ezra Darby                        | 4. März 1805 – 27. Januar 1808      | Democratic Republican |
| Adam Boyd                         | 8. März 1808 – 3. März 1813         | Democratic Republican |
| Lewis Condict                     | 4. März 1813 – 3. März 1817         | Democratic Republican |
| Charles Kinsey                    | 4. März 1817 – 3. März 1819         | Democratic Republican |
| John Condit                       | 4. März 1819 – 4. November 1819     | Democratic Republican |
| Charles Kinsey                    | 2. Februar 1820 – 3. März 1821      | Democratic Republican |
| George Cassedy                    | 4. März 1821 – 3. März 1827         | Democratic Republican |
| Hedge Thompson                    | 4. März 1827 – 23. Juli 1828        | Unabhängiger          |
| Thomas Sinnickson II              | 1. Dezember 1828 – 3. März 1829     | Nationalrepublikaner  |
| Richard Matlack Cooper            | 4. März 1829 – 3. März 1833         | Nationalrepublikaner  |
| Philemon Dickerson                | 4. März 1833 – 3. November 1836     | Demokrat              |
| William Chetwood                  | 5. Dezember 1836 – 3. März 1837     | Whig                  |
| Joseph Fitz Randolph              | 4. März 1837 – 3. März 1843         | Whig                  |
| Lucius Quintius Cincinnatus Elmer | 4. März 1843 – 3. März 1845         | Demokrat              |
| James Giles Hampton               | 4. März 1845 – 3. März 1849         | Whig                  |
| Andrew Kessler Hay                | 4. März 1849 – 3. März 1851         | Whig                  |
| Nathan Taylor Stratton            | 4. März 1851 – 3. März 1855         | Demokrat              |
| Isaiah Dunn Clawson               | 4. März 1855 – 3. März 1859         | Opposition Party      |
| John Thompson Nixon               | 4. März 1859 – 3. März 1863         | Republikaner          |
| John Farson Starr                 | 4. März 1863 – 3. März 1867         | Republikaner          |
| William Moore                     | 4. März 1867 – 3. März 1871         | Republikaner          |
| John Wright Hazelton              | 4. März 1871 – 3. März 1875         | Republikaner          |
| Clement Hall Sinnickson           | 4. März 1875 – 3. März 1879         | Republikaner          |
| George Maxwell Robeson            | 4. März 1879 – 3. März 1883         | Republikaner          |
| Thomas Merrill Ferrell            | 4. März 1883 – 3. März 1885         | Demokrat              |
| George Hires                      | 4. März 1885 – 3. März 1889         | Republikaner          |
| Christopher Augustus Bergen       | 4. März 1889 – 3. März 1893         | Republikaner          |
| Henry Clay Loudenslager           | 4. März 1893 – 12. August 1911      | Republikaner          |
| William John Browning             | 7. November 1911 – 24. März 1920    | Republikaner          |
| Francis Ford Patterson            | 2. November 1920 – 3. März 1927     | Republikaner          |
| Charles Anderson Wolverton        | 4. März 1927 – 3. Januar 1959       | Republikaner          |
| William Thomas Cahill             | 3. Januar 1959 – 3. Januar 1967     | Republikaner          |
| John Edmund Hunt                  | 3. Januar 1967 – 3. Januar 1975     | Republikaner          |
| James Joseph Florio               | 3. Januar 1975 – 16. Januar 1990    | Demokrat              |
| Robert Ernest Andrews             | 6. November 1990 – 18. Februar 2014 | Demokrat              |
| Donald W. Norcross                | 12. November 2014 –                 | Demokrat              |

## 2. Sitz (seit 1789)
| Name                        | Amtszeit                           | Partei                |
| --------------------------- | ---------------------------------- | --------------------- |
| Lambert Cadwalader          | 4. März 1789 – 3. März 1791        | parteilos             |
| Abraham Clark               | 4. März 1791 – 15. September 1794  | parteilos             |
| Aaron Kitchell              | 29. Januar 1795 – 3. März 1797     | parteilos             |
| James Henderson Imlay       | 4. März 1797 – 3. März 1799        | Föderalist            |
| Aaron Kitchell              | 4. März 1799 – 3. März 1801        | Democratic Republican |
| Ebenezer Elmer              | 4. März 1801 – 3. März 1807        | Democratic Republican |
| Thomas Newbold              | 4. März 1807 – 3. März 1813        | Democratic Republican |
| Thomas Ward                 | 8. März 1813 – 3. März 1817        | Democratic Republican |
| John Linn                   | 4. März 1817 – 5. Januar 1821      | Democratic Republican |
| Lewis Condict               | 4. März 1821 – 3. März 1833        | Democratic Republican |
| Samuel Fowler I             | 4. März 1833 – 3. März 1837        | Demokrat              |
| John Bancker Aycrigg        | 4. März 1837 – 3. März 1839        | Whig                  |
| William Raworth Cooper      | 4. März 1839 – 3. März 1841        | Demokrat              |
| John Bancker Aycrigg        | 4. März 1841 – 3. März 1843        | Whig                  |
| George Sykes                | 4. März 1843 – 3. März 1845        | Demokrat              |
| Samuel Gardiner Wright      | 4. März 1845 – 30. Juli 1845       | Whig                  |
| George Sykes                | 4. November 1845 – 3. März 1847    | Demokrat              |
| William Augustus Newell     | 4. März 1847 – 3. März 1851        | Whig                  |
| Charles Skelton             | 4. März 1851 – 3. März 1855        | Demokrat              |
| George Robbins Robbins      | 4. März 1855 – 3. März 1859        | Opposition Party      |
| John Leake Newbold Stratton | 4. März 1859 – 3. März 1863        | Republikaner          |
| George Middleton            | 4. März 1863 – 3. März 1865        | Demokrat              |
| William Augustus Newell     | 4. März 1865 – 3. März 1867        | Republikaner          |
| Charles Haight              | 4. März 1867 – 3. März 1871        | Demokrat              |
| Samuel Carr Forker          | 4. März 1871 – 3. März 1873        | Demokrat              |
| Samuel Atkinson Dobbins     | 4. März 1873 – 3. März 1877        | Republikaner          |
| John Howard Pugh            | 4. März 1877 – 3. März 1879        | Republikaner          |
| Hezekiah Bradley Smith      | 4. März 1879 – 3. März 1881        | Demokrat              |
| John Hart Brewer            | 4. März 1881 – 3. März 1885        | Republikaner          |
| James Buchanan              | 4. März 1885 – 3. März 1893        | Republikaner          |
| John James Gardner          | 4. März 1893 – 3. März 1913        | Republikaner          |
| Jacob Thompson Baker        | 4. März 1913 – 3. März 1915        | Demokrat              |
| Isaac Bacharach             | 4. März 1915 – 3. Januar 1937      | Republikaner          |
| Elmer H. Wene               | 3. Januar 1937 – 3. Januar 1939    | Demokrat              |
| Walter Sooy Jeffries        | 3. Januar 1939 – 3. Januar 1941    | Republikaner          |
| Elmer H. Wene               | 3. Januar 1941 – 3. Januar 1945    | Demokrat              |
| Thomas Millet Hand          | 3. Januar 1945 – 26. Dezember 1956 | Republikaner          |
| Milton Willits Glenn        | 5. November 1957 – 3. Januar 1965  | Republikaner          |
| Thomas Charles McGrath      | 3. Januar 1965 – 3. Januar 1967    | Demokrat              |
| Charles William Sandman     | 3. Januar 1967 – 3. Januar 1975    | Republikaner          |
| William John Hughes         | 3. Januar 1975 – 3. Januar 1995    | Demokrat              |
| Frank A. LoBiondo           | 3. Januar 1995 – 3. Januar 2019    | Republikaner          |
| Jefferson H. Van Drew       | 3. Januar 2019 – 19. Dezember 2019 | Demokrat              |
| Jefferson H. Van Drew       | 19. Dezember 2019 –                | Republikaner          |

## 3. Sitz (seit 1789)
| Name                         | Amtszeit                          | Partei                |
| ---------------------------- | --------------------------------- | --------------------- |
| James Schureman              | 4. März 1789 – 3. März 1791       | parteilos             |
| Jonathan Dayton              | 4. März 1791 – 3. März 1795       | parteilos             |
| Mark Thomson                 | 4. März 1795 – 3. März 1799       | Föderalist            |
| James Linn                   | 4. März 1799 – 3. März 1801       | Democratic Republican |
| William Helms                | 4. März 1801 – 3. März 1811       | Democratic Republican |
| Lewis Condict                | 4. März 1811 – 3. März 1813       | Democratic Republican |
| James Schureman              | 4. März 1813 – 3. März 1815       | Föderalist            |
| Benjamin Bennet              | 4. März 1815 – 3. März 1819       | Democratic Republican |
| Bernard Smith                | 4. März 1819 – 3. März 1821       | Democratic Republican |
| George Holcombe              | 4. März 1821 – 4. Januar 1828     | Democratic Republican |
| James Fitz Randolph          | 1. Dezember 1828 – 3. März 1833   | Nationalrepublikaner  |
| Thomas Lee                   | 4. März 1833 – 3. März 1837       | Demokrat              |
| William Halstead             | 4. März 1837 – 3. März 1839       | Whig                  |
| Philemon Dickerson           | 4. März 1839 – 3. März 1841       | Demokrat              |
| William Halstead             | 4. März 1841 – 3. März 1843       | Whig                  |
| Isaac Gray Farlee            | 4. März 1843 – 3. März 1845       | Demokrat              |
| John Runk                    | 4. März 1845 – 3. März 1847       | Whig                  |
| Joseph E. Edsall             | 4. März 1847 – 3. März 1849       | Demokrat              |
| Isaac Wildrick               | 4. März 1849 – 3. März 1853       | Demokrat              |
| Samuel Lilly                 | 4. März 1853 – 3. März 1855       | Demokrat              |
| James Bishop                 | 4. März 1855 – 3. März 1857       | Opposition Party      |
| Garnett Adrain               | 4. März 1857 – 3. März 1861       | Demokrat              |
| William Gaston Steele        | 4. März 1861 – 3. März 1865       | Demokrat              |
| Charles Sitgreaves           | 4. März 1865 – 3. März 1869       | Demokrat              |
| John Taylor Bird             | 4. März 1869 – 3. März 1873       | Demokrat              |
| Amos Clark                   | 4. März 1873 – 3. März 1875       | Republikaner          |
| Miles Ross                   | 4. März 1875 – 3. März 1883       | Demokrat              |
| John Kean                    | 4. März 1883 – 3. März 1885       | Republikaner          |
| Robert Stockton Green        | 4. März 1885 – 17. Januar 1887    | Demokrat              |
| John Kean                    | 4. März 1887 – 3. März 1889       | Republikaner          |
| Jacob Augustus Geissenhainer | 4. März 1889 – 3. März 1895       | Demokrat              |
| Benjamin Franklin Howell     | 4. März 1895 – 3. März 1911       | Republikaner          |
| Thomas Joseph Scully         | 4. März 1911 – 3. März 1921       | Demokrat              |
| Theodore Frank Appleby       | 4. März 1921 – 3. März 1923       | Republikaner          |
| Elmer Hendrickson Geran      | 4. März 1923 – 3. März 1925       | Demokrat              |
| Stewart Hoffman Appleby      | 3. November 1925 – 3. März 1927   | Republikaner          |
| Harold Giles Hoffman         | 4. März 1927 – 3. März 1931       | Republikaner          |
| William Halstead Sutphin     | 4. März 1931 – 3. Januar 1943     | Demokrat              |
| James Coats Auchincloss      | 3. Januar 1943 – 3. Januar 1965   | Republikaner          |
| James John Howard            | 3. Januar 1965 – 25. März 1988    | Demokrat              |
| Frank Joseph Pallone Jr.     | 8. November 1988 – 3. Januar 1993 | Demokrat              |
| Hugh James Saxton            | 3. Januar 1993 – 3. Januar 2009   | Republikaner          |
| John Herbert Adler           | 3. Januar 2009 – 3. Januar 2011   | Demokrat              |
| Jon Daniel Runyan            | 3. Januar 2011 – 3. Januar 2015   | Republikaner          |
| Tom MacArthur                | 3. Januar 2015 – 3. Januar 2019   | Republikaner          |
| Andrew N. Kim                | 3. Januar 2019 – 8. Dezember 2024 | Demokrat              |
| vakant                       | 8. Dezember 2024 – 3. Januar 2025 |                       |
| Herb Conaway                 | 3. Januar 2025 –                  | Demokrat              |

## 4. Sitz (seit 1789)
| Name                         | Amtszeit                           | Partei                |
| ---------------------------- | ---------------------------------- | --------------------- |
| Thomas Sinnickson I          | 4. März 1789 – 3. März 1791        | parteilos             |
| Aaron Kitchell               | 4. März 1791 – 3. März 1793        | parteilos             |
| John Beatty                  | 4. März 1793 – 3. März 1795        | parteilos             |
| Thomas Henderson             | 4. März 1795 – 3. März 1797        | Föderalist            |
| James Schureman              | 4. März 1797 – 3. März 1799        | Föderalist            |
| James Henderson Imlay        | 4. März 1799 – 3. März 1801        | Föderalist            |
| James Mott                   | 4. März 1801 – 3. März 1805        | Democratic Republican |
| John Lambert                 | 4. März 1805 – 3. März 1809        | Democratic Republican |
| James Cox                    | 4. März 1809 – 12. September 1810  | Democratic Republican |
| John Anderson Scudder        | 31. Oktober 1810 – 3. März 1811    | Democratic Republican |
| George Clifford Maxwell      | 4. März 1811 – 3. März 1813        | Democratic Republican |
| Richard Stockton             | 4. März 1813 – 3. März 1815        | Föderalist            |
| Henry Southard               | 4. März 1815 – 3. März 1821        | Democratic Republican |
| James Matlack                | 4. März 1821 – 3. März 1825        | Democratic Republican |
| Ebenezer Tucker              | 4. März 1825 – 3. März 1829        | Unabhängiger          |
| Thomas Hurst Hughes          | 4. März 1829 – 3. März 1833        | Nationalrepublikaner  |
| James Parker                 | 4. März 1833 – 3. März 1837        | Demokrat              |
| John Patterson Bryan Maxwell | 4. März 1837 – 3. März 1839        | Whig                  |
| Joseph Kille                 | 4. März 1839 – 3. März 1841        | Demokrat              |
| John Patterson Bryan Maxwell | 4. März 1841 – 3. März 1843        | Whig                  |
| Littleton Kirkpatrick        | 4. März 1843 – 3. März 1845        | Demokrat              |
| Joseph E. Edsall             | 4. März 1845 – 3. März 1847        | Demokrat              |
| John Van Dyke                | 4. März 1847 – 3. März 1851        | Whig                  |
| George Houston Brown         | 4. März 1851 – 3. März 1853        | Whig                  |
| George Vail                  | 4. März 1853 – 3. März 1857        | Demokrat              |
| John Huyler                  | 4. März 1857 – 3. März 1859        | Demokrat              |
| Jetur Rose Riggs             | 4. März 1859 – 3. März 1861        | Demokrat              |
| George Thomas Cobb           | 4. März 1861 – 3. März 1863        | Demokrat              |
| Andrew Jackson Rogers        | 4. März 1863 – 3. März 1867        | Demokrat              |
| John Hill                    | 4. März 1867 – 3. März 1873        | Republikaner          |
| Robert Hamilton              | 4. März 1873 – 3. März 1877        | Demokrat              |
| Alvah Augustus Clark         | 4. März 1877 – 3. März 1881        | Demokrat              |
| Henry Schenck Harris         | 4. März 1881 – 3. März 1883        | Demokrat              |
| Benjamin Franklin Howey      | 4. März 1883 – 3. März 1885        | Republikaner          |
| James Nelson Pidcock         | 4. März 1885 – 3. März 1889        | Demokrat              |
| Samuel Fowler II             | 4. März 1889 – 3. März 1893        | Demokrat              |
| Johnston Cornish             | 4. März 1893 – 3. März 1895        | Demokrat              |
| Mahlon Pitney                | 4. März 1895 – 10. Januar 1899     | Republikaner          |
| Joshua S. Salmon             | 4. März 1899 – 6. Mai 1902         | Demokrat              |
| De Witt Clinton Flanagan     | 18. Juni 1902 – 3. März 1903       | Demokrat              |
| William Mershon Lanning      | 4. März 1903 – 6. Juni 1904        | Republikaner          |
| Ira Wells Wood               | 8. November 1904 – 3. März 1913    | Republikaner          |
| Allan Bartholomew Walsh      | 4. März 1913 – 3. März 1915        | Demokrat              |
| Elijah Cubberley Hutchinson  | 4. März 1915 – 3. März 1923        | Republikaner          |
| Charles Browne               | 4. März 1923 – 3. März 1925        | Demokrat              |
| Charles Aubrey Eaton         | 4. März 1925 – 3. März 1933        | Republikaner          |
| David Lane Powers            | 4. März 1933 – 30. August 1945     | Republikaner          |
| Frank Asbury Mathews         | 6. November 1945 – 3. Januar 1949  | Republikaner          |
| Charles Robert Howell        | 3. Januar 1949 – 3. Januar 1955    | Demokrat              |
| Frank Thompson               | 3. Januar 1955 – 29. Dezember 1980 | Demokrat              |
| Christopher Henry Smith      | 3. Januar 1981 –                   | Republikaner          |

## 5. Sitz (seit 1793)
| Name                                    | Amtszeit                        | Partei                |
| --------------------------------------- | ------------------------------- | --------------------- |
| Lambert Cadwalader                      | 4. März 1793 – 3. März 1795     | parteilos             |
| Isaac Smith                             | 4. März 1795 – 3. März 1797     | Föderalist            |
| Thomas Sinnickson I                     | 4. März 1797 – 3. März 1799     | Föderalist            |
| Franklin Davenport                      | 4. März 1799 – 3. März 1801     | Föderalist            |
| Henry Southard                          | 4. März 1801 – 3. März 1811     | Democratic Republican |
| James Morgan                            | 4. März 1811 – 3. März 1813     | Democratic Republican |
| William Coxe Jr.                        | 4. März 1813 – 3. März 1815     | Föderalist            |
| Ezra Baker                              | 4. März 1815 – 3. März 1817     | Democratic Republican |
| Joseph Bloomfield                       | 4. März 1817 – 3. März 1821     | Democratic Republican |
| Samuel Swan                             | 4. März 1821 – 3. März 1831     | Democratic Republican |
| Isaac Southard                          | 4. März 1831 – 3. März 1833     | Nationalrepublikaner  |
| Ferdinand Schureman Schenck             | 4. März 1833 – 3. März 1837     | Demokrat              |
| Charles Creighton Stratton              | 4. März 1837 – 3. März 1839     | Whig                  |
| Daniel Bailey Ryall                     | 4. März 1839 – 3. März 1841     | Demokrat              |
| Charles Creighton Stratton              | 4. März 1841 – 3. März 1843     | Whig                  |
| William Wright                          | 4. März 1843 – 3. März 1845     | Whig                  |
| Dudley Sanford Gregory                  | 4. März 1847 – 3. März 1849     | Whig                  |
| James Gore King                         | 4. März 1849 – 3. März 1851     | Whig                  |
| Rodman McCamley Price                   | 4. März 1851 – 3. März 1853     | Demokrat              |
| Alexander Cummings McWhorter Pennington | 4. März 1853 – 3. März 1857     | Whig                  |
| Jacob Reynier Wortendyke                | 4. März 1857 – 3. März 1859     | Demokrat              |
| William Pennington                      | 4. März 1859 – 3. März 1861     | Republikaner          |
| Nehemiah Perry                          | 4. März 1861 – 3. März 1865     | Demokrat              |
| Edwin Ruthvin Vincent Wright            | 4. März 1865 – 3. März 1867     | Demokrat              |
| George Armstrong Halsey                 | 4. März 1867 – 3. März 1869     | Republikaner          |
| Orestes Cleveland                       | 4. März 1869 – 3. März 1871     | Demokrat              |
| George Armstrong Halsey                 | 4. März 1871 – 3. März 1873     | Republikaner          |
| William Walter Phelps                   | 4. März 1873 – 3. März 1875     | Republikaner          |
| Augustus William Cutler                 | 4. März 1875 – 3. März 1879     | Demokrat              |
| Charles Henry Voorhis                   | 4. März 1879 – 3. März 1881     | Republikaner          |
| John Hill                               | 4. März 1881 – 3. März 1883     | Republikaner          |
| William Walter Phelps                   | 4. März 1883 – 3. März 1889     | Republikaner          |
| Charles Dyer Beckwith                   | 4. März 1889 – 3. März 1891     | Republikaner          |
| Cornelius Andrew Cadmus                 | 4. März 1891 – 3. März 1895     | Demokrat              |
| James Fleming Stewart                   | 4. März 1895 – 3. März 1903     | Republikaner          |
| Charles Newell Fowler                   | 4. März 1903 – 3. März 1911     | Republikaner          |
| William Edgar Tuttle                    | 4. März 1911 – 3. März 1915     | Demokrat              |
| John Henry Capstick                     | 4. März 1915 – 17. März 1918    | Republikaner          |
| William Fred Birch                      | 5. November 1918 – 3. März 1919 | Republikaner          |
| Ernest Robinson Ackerman                | 4. März 1919 – 18. Oktober 1931 | Republikaner          |
| Percy Hamilton Stewart                  | 1. Dezember 1931 – 3. März 1933 | Demokrat              |
| Charles Aubrey Eaton                    | 4. März 1933 – 3. Januar 1953   | Republikaner          |
| Peter Hood Ballantine Frelinghuysen     | 3. Januar 1953 – 3. Januar 1975 | Republikaner          |
| Millicent Fenwick                       | 3. Januar 1975 – 3. Januar 1983 | Republikaner          |
| Margaret Scafati Roukema                | 3. Januar 1983 – 3. Januar 2003 | Republikaner          |
| Ernest Scott Garrett                    | 3. Januar 2003 – 3. Januar 2017 | Republikaner          |
| Joshua S. Gottheimer                    | 3. Januar 2017 –                | Demokrat              |

## 6. Sitz (1803–1843/seit 1873)
| Name                            | Amtszeit                          | Partei                |
| ------------------------------- | --------------------------------- | --------------------- |
| James Sloan                     | 4. März 1803 – 3. März 1809       | Democratic Republican |
| Jacob Hufty                     | 4. März 1809 – 20. Mai 1814       | Democratic Republican |
| Thomas Bines                    | 2. November 1814 – 3. März 1815   | Democratic Republican |
| Ephraim Bateman                 | 4. März 1815 – 3. März 1823       | Democratic Republican |
| Daniel Garrison                 | 4. März 1823 – 3. März 1827       | Democratic Republican |
| Isaac Pierson                   | 4. März 1827 – 3. März 1831       | Nationalrepublikaner  |
| Silas Condit                    | 4. März 1831 – 3. März 1833       | Nationalrepublikaner  |
| William Norton Shinn            | 4. März 1833 – 3. März 1837       | Demokrat              |
| Thomas Jones Yorke              | 4. März 1837 – 3. März 1839       | Whig                  |
| Peter Dumont Vroom              | 4. März 1839 – 3. März 1841       | Demokrat              |
| Thomas Jones Yorke              | 4. März 1841 – 3. März 1843       | Whig                  |
| Marcus Lawrence Ward            | 4. März 1873 – 3. März 1875       | Republikaner          |
| Frederick Halstead Teese        | 4. März 1875 – 3. März 1877       | Demokrat              |
| Thomas Baldwin Peddie           | 4. März 1877 – 3. März 1879       | Republikaner          |
| John Lauris Blake               | 4. März 1879 – 3. März 1881       | Republikaner          |
| Phineas Jones                   | 4. März 1881 – 3. März 1883       | Republikaner          |
| William Henry Frederick Fiedler | 4. März 1883 – 3. März 1885       | Demokrat              |
| Herman Lehlbach                 | 4. März 1885 – 3. März 1891       | Republikaner          |
| Thomas Dunn English             | 4. März 1891 – 3. März 1895       | Demokrat              |
| Richard Wayne Parker            | 4. März 1895 – 3. März 1903       | Republikaner          |
| William Hughes                  | 4. März 1903 – 3. März 1905       | Demokrat              |
| Henry Crosby Allen              | 4. März 1905 – 3. März 1907       | Republikaner          |
| William Hughes                  | 4. März 1907 – 27. September 1912 | Demokrat              |
| Archibald Chapman Hart          | 5. November 1912 – 3. März 1913   | Demokrat              |
| Lewis J. Martin                 | 4. März 1913 – 5. Mai 1913        | Demokrat              |
| Archibald Chapman Hart          | 22. Juli 1913 – 3. März 1917      | Demokrat              |
| John Rathbone Ramsey            | 4. März 1917 – 3. März 1921       | Republikaner          |
| Randolph Perkins                | 4. März 1921 – 3. März 1933       | Republikaner          |
| Donald Holman McLean            | 4. März 1933 – 3. Januar 1945     | Republikaner          |
| Clifford Philip Case            | 3. Januar 1945 – 16. August 1953  | Republikaner          |
| Harrison Arlington Williams     | 3. November 1953 – 3. Januar 1957 | Demokrat              |
| Florence Price Dwyer            | 3. Januar 1957 – 3. Januar 1967   | Republikaner          |
| William Thomas Cahill           | 3. Januar 1967 – 19. Januar 1970  | Republikaner          |
| Edwin Bell Forsythe             | 3. November 1970 – 3. Januar 1983 | Republikaner          |
| Bernard James Dwyer             | 3. Januar 1983 – 3. Januar 1993   | Demokrat              |
| Frank Joseph Pallone Jr.        | 3. Januar 1993 –                  | Demokrat              |

## 7. Sitz (seit 1873)
| Name                        | Amtszeit                            | Partei       |
| --------------------------- | ----------------------------------- | ------------ |
| Isaac Williamson Scudder    | 4. März 1873 – 3. März 1875         | Republikaner |
| Augustus Albert Hardenbergh | 4. März 1875 – 3. März 1879         | Demokrat     |
| Lewis Alexander Brigham     | 4. März 1879 – 3. März 1881         | Republikaner |
| Augustus Albert Hardenbergh | 4. März 1881 – 3. März 1883         | Demokrat     |
| William McAdoo              | 4. März 1883 – 3. März 1891         | Demokrat     |
| Edward Francis McDonald     | 4. März 1891 – 5. November 1892     | Demokrat     |
| George Bragg Fielder        | 4. März 1893 – 3. März 1895         | Demokrat     |
| Thomas McEwan               | 4. März 1895 – 3. März 1899         | Republikaner |
| William Davis Daly          | 4. März 1899 – 31. Juli 1900        | Demokrat     |
| Allan Langdon McDermott     | 3. Dezember 1900 – 3. März 1903     | Demokrat     |
| Richard Wayne Parker        | 4. März 1903 – 3. März 1911         | Republikaner |
| Edward Waterman Townsend    | 4. März 1911 – 3. März 1913         | Demokrat     |
| Robert Gunn Bremner         | 4. März 1913 – 5. Februar 1914      | Demokrat     |
| Dow Henry Drukker           | 7. April 1914 – 3. März 1919        | Republikaner |
| Amos Henry Radcliffe        | 4. März 1919 – 3. März 1923         | Republikaner |
| George Nicholas Seger       | 4. März 1923 – 3. März 1933         | Republikaner |
| Randolph Perkins            | 4. März 1933 – 25. Mai 1936         | Republikaner |
| John Parnell Thomas         | 3. Januar 1937 – 2. Januar 1950     | Republikaner |
| William Beck Widnall        | 6. Februar 1950 – 31. Dezember 1974 | Republikaner |
| Gene Andrew Maguire         | 3. Januar 1975 – 3. Januar 1981     | Demokrat     |
| Margaret Scafati Roukema    | 3. Januar 1981 – 3. Januar 1983     | Republikaner |
| Matthew John Rinaldo        | 3. Januar 1983 – 3. Januar 1993     | Republikaner |
| Robert Douglas Franks       | 3. Januar 1993 – 3. Januar 2001     | Republikaner |
| Michael A. Ferguson         | 3. Januar 2001 – 3. Januar 2009     | Republikaner |
| Leonard Lance               | 3. Januar 2009 – 3. Januar 2019     | Republikaner |
| Tomasz P. Malinowski        | 3. Januar 2019 – 3. Januar 2023     | Demokrat     |
| Thomas Kean Jr.             | 3. Januar 2023 –                    | Republikaner |

## 8. Sitz (seit 1893)
| Name                          | Amtszeit                           | Partei       |
| ----------------------------- | ---------------------------------- | ------------ |
| John Thomas Dunn              | 4. März 1893 – 3. März 1895        | Demokrat     |
| Charles Newell Fowler         | 4. März 1895 – 3. März 1903        | Republikaner |
| William Halsted Wiley         | 4. März 1903 – 3. März 1907        | Republikaner |
| Le Gage Pratt                 | 4. März 1907 – 3. März 1909        | Demokrat     |
| William Halsted Wiley         | 4. März 1909 – 3. März 1911        | Republikaner |
| Walter Irving McCoy           | 4. März 1911 – 3. März 1913        | Demokrat     |
| Eugene Francis Kinkead        | 4. März 1913 – 4. Februar 1915     | Demokrat     |
| Edward Winthrop Gray          | 4. März 1915 – 3. März 1919        | Republikaner |
| Cornelius Augustine McGlennon | 4. März 1919 – 3. März 1921        | Demokrat     |
| Herbert Worthington Taylor    | 4. März 1921 – 3. März 1923        | Republikaner |
| Frank Joseph McNulty          | 4. März 1923 – 3. März 1925        | Demokrat     |
| Herbert Worthington Taylor    | 4. März 1925 – 3. März 1927        | Republikaner |
| Paul John Moore               | 4. März 1927 – 3. März 1929        | Demokrat     |
| Fred Allan Hartley            | 4. März 1929 – 3. März 1933        | Republikaner |
| George Nicholas Seger         | 4. März 1933 – 26. August 1940     | Republikaner |
| Gordon Canfield               | 3. Januar 1941 – 3. Januar 1961    | Republikaner |
| Charles Samuel Joelson        | 3. Januar 1961 – 4. September 1969 | Demokrat     |
| Robert A. Roe                 | 4. November 1969 – 3. Januar 1993  | Demokrat     |
| Herbert Klein                 | 3. Januar 1993 – 3. Januar 1995    | Demokrat     |
| William J. Martini            | 3. Januar 1995 – 3. Januar 1997    | Republikaner |
| William James Pascrell Jr.    | 3. Januar 1997 – 3. Januar 2013    | Demokrat     |
| Albio Sires                   | 3. Januar 2013 – 3. Januar 2023    | Demokrat     |
| Robert Menendez Jr.           | 3. Januar 2023 –                   | Demokrat     |

## 9. Sitz (seit 1903)
| Name                        | Amtszeit                           | Partei       |
| --------------------------- | ---------------------------------- | ------------ |
| Allan Benny                 | 4. März 1903 – 3. März 1905        | Demokrat     |
| Marshall Van Winkle         | 4. März 1905 – 3. März 1907        | Republikaner |
| Eugene Walter Leake         | 4. März 1907 – 3. März 1909        | Demokrat     |
| Eugene Francis Kinkead      | 4. März 1909 – 3. März 1913        | Demokrat     |
| Walter Irving McCoy         | 4. März 1913 – 3. Oktober 1914     | Demokrat     |
| Richard Wayne Parker        | 1. Dezember 1914 – 3. März 1919    | Republikaner |
| Daniel Francis Minahan      | 4. März 1919 – 3. März 1921        | Demokrat     |
| Richard Wayne Parker        | 4. März 1921 – 3. März 1923        | Republikaner |
| Daniel Francis Minahan      | 4. März 1923 – 3. März 1925        | Demokrat     |
| Franklin William Fort       | 4. März 1925 – 3. März 1931        | Republikaner |
| Peter Angelo Cavicchia      | 4. März 1931 – 3. März 1933        | Republikaner |
| Edward Aloysius Kenney      | 4. März 1933 – 27. Januar 1938     | Demokrat     |
| Frank Charles Osmers        | 3. Januar 1939 – 3. Januar 1943    | Republikaner |
| Harry Lancaster Towe        | 3. Januar 1943 – 7. September 1951 | Republikaner |
| Frank Charles Osmers        | 6. November 1951 – 3. Januar 1965  | Republikaner |
| Henry Helstoski             | 3. Januar 1965 – 3. Januar 1977    | Demokrat     |
| Harold Capistran Hollenbeck | 3. Januar 1977 – 3. Januar 1983    | Republikaner |
| Robert Guy Torricelli       | 3. Januar 1983 – 3. Januar 1997    | Demokrat     |
| Steven R. Rothman           | 3. Januar 1997 – 3. Januar 2013    | Demokrat     |
| William James Pascrell Jr.  | 3. Januar 2013 – 21. August 2024   | Demokrat     |
| vakant                      | 21. August 2024 – 3. Januar 2025   |              |
| Nellie Pou                  | 3. Januar 2025 –                   | Demokrat     |

## 10. Sitz (seit 1903)
| Name                       | Amtszeit                            | Partei       |
| -------------------------- | ----------------------------------- | ------------ |
| Allan Langdon McDermott    | 4. März 1903 – 3. März 1907         | Demokrat     |
| James Alphonsus Hamill     | 4. März 1907 – 3. März 1913         | Demokrat     |
| Edward Waterman Townsend   | 4. März 1913 – 3. März 1915         | Demokrat     |
| Frederick Reimold Lehlbach | 4. März 1915 – 3. März 1933         | Republikaner |
| Fred Allan Hartley         | 3. März 1933 – 3. Januar 1949       | Republikaner |
| Peter Wallace Rodino       | 3. Januar 1949 – 3. Januar 1989     | Demokrat     |
| Donald Milford Payne       | 3. Januar 1989 – 6. März 2012       | Demokrat     |
| Donald Milford Payne Jr.   | 15. November 2012 – 24. April 2024  | Demokrat     |
| vakant                     | 24. April 2024 – 23. September 2024 |              |
| LaMonica McIver            | 23. September 2024 –                | Demokrat     |

## 11. Sitz (seit 1913)
| Name                      | Amtszeit                          | Partei       |
| ------------------------- | --------------------------------- | ------------ |
| John Joseph Eagan         | 4. März 1913 – 3. März 1921       | Demokrat     |
| Archibald Ernest Olpp     | 4. März 1921 – 3. März 1923       | Republikaner |
| John Joseph Eagan         | 4. März 1923 – 3. März 1925       | Demokrat     |
| Oscar Louis Auf der Heide | 4. März 1925 – 3. März 1933       | Demokrat     |
| Peter Angelo Cavicchia    | 4. März 1933 – 3. Januar 1937     | Republikaner |
| Edward Leo O’Neill        | 3. Januar 1937 – 3. Januar 1939   | Demokrat     |
| Albert Lincoln Vreeland   | 3. Januar 1939 – 3. Januar 1943   | Republikaner |
| Frank Leander Sundstrom   | 3. Januar 1943 – 3. Januar 1949   | Republikaner |
| Hugh Joseph Addonizio     | 3. Januar 1949 – 30. Juni 1962    | Demokrat     |
| Joseph George Minish      | 3. Januar 1963 – 3. Januar 1985   | Demokrat     |
| Dean Anderson Gallo       | 3. Januar 1985 – 6. November 1994 | Republikaner |
| Rodney P. Frelinghuysen   | 3. Januar 1995 – 3. Januar 2019   | Republikaner |
| Rebecca Michelle Sherrill | 3. Januar 2019 –                  | Demokrat     |

## 12. Sitz (seit 1913)
| Name                           | Amtszeit                        | Partei       |
| ------------------------------ | ------------------------------- | ------------ |
| James Alphonsus Hamill         | 4. März 1913 – 3. März 1921     | Demokrat     |
| Charles Francis Xavier O’Brien | 4. März 1921 – 3. März 1925     | Demokrat     |
| Mary Teresa Norton             | 4. März 1925 – 3. März 1933     | Demokrat     |
| Frederick Reimold Lehlbach     | 4. März 1933 – 3. Januar 1937   | Republikaner |
| Frank William Towey            | 3. Januar 1937 – 3. Januar 1939 | Demokrat     |
| Robert Winthrop Kean           | 3. Januar 1939 – 3. Januar 1959 | Republikaner |
| George Marvin Wallhauser       | 3. Januar 1959 – 3. Januar 1965 | Republikaner |
| Paul Joseph Krebs              | 3. Januar 1965 – 3. Januar 1967 | Demokrat     |
| Florence Price Dwyer           | 3. Januar 1967 – 3. Januar 1973 | Republikaner |
| Matthew John Rinaldo           | 3. Januar 1973 – 3. Januar 1983 | Republikaner |
| James Andrew Courter           | 3. Januar 1983 – 3. Januar 1991 | Republikaner |
| Richard A. Zimmer              | 3. Januar 1991 – 3. Januar 1997 | Republikaner |
| Michael James Pappas           | 3. Januar 1997 – 3. Januar 1999 | Republikaner |
| Rush Dew Holt                  | 3. Januar 1999 – 3. Januar 2015 | Demokrat     |
| Bonnie M. Watson Coleman       | 3. Januar 2015 –                | Demokrat     |

## 13. Sitz (1933–2013)
| Name                       | Amtszeit                           | Partei       |
| -------------------------- | ---------------------------------- | ------------ |
| Mary Teresa Norton         | 4. März 1933 – 3. Januar 1951      | Demokrat     |
| Alfred Dennis Sieminski    | 3. Januar 1951 – 3. Januar 1959    | Demokrat     |
| Cornelius Edward Gallagher | 3. Januar 1959 – 3. Januar 1973    | Demokrat     |
| Joseph James Maraziti      | 3. Januar 1973 – 3. Januar 1975    | Republikaner |
| Helen Day Stevenson Meyner | 3. Januar 1975 – 3. Januar 1979    | Demokrat     |
| James Andrew Courter       | 3. Januar 1979 – 3. Januar 1983    | Republikaner |
| Edwin Bell Forsythe        | 3. Januar 1983 – 29. März 1984     | Republikaner |
| Hugh James Saxton          | 6. November 1984 – 3. Januar 1993  | Republikaner |
| Robert Menendez            | 3. Januar 1993 – 18. Januar 2006   | Demokrat     |
| Albio Sires                | 13. November 2006 – 3. Januar 2013 | Demokrat     |

## 14. Sitz (1933–1993)
| Name                      | Amtszeit                           | Partei       |
| ------------------------- | ---------------------------------- | ------------ |
| Oscar Louis Auf der Heide | 4. März 1933 – 3. Januar 1935      | Demokrat     |
| Edward Joseph Hart        | 3. Januar 1935 – 3. Januar 1955    | Demokrat     |
| Thomas James Tumulty      | 3. Januar 1955 – 3. Januar 1957    | Demokrat     |
| Vincent John Dellay       | 3. Januar 1957 – 3. Januar 1959    | Republikaner |
| Dominick Vincent Daniels  | 3. Januar 1959 – 3. Januar 1977    | Demokrat     |
| Joseph Anthony LeFante    | 3. Januar 1977 – 14. Dezember 1978 | Demokrat     |
| Frank Joseph Guarini      | 3. Januar 1979 – 3. Januar 1993    | Demokrat     |

## 15. Sitz (1963–1983)
| Name                | Amtszeit                        | Partei   |
| ------------------- | ------------------------------- | -------- |
| Edward James Patten | 3. Januar 1963 – 3. Januar 1981 | Demokrat |
| Bernard James Dwyer | 3. Januar 1981 – 3. Januar 1983 | Demokrat |